# Stigmella suberivora
Stigmella suberivora é uma espécie de insetos lepidópteros, mais especificamente de traças, pertencente à família Nepticulidae.
A autoridade científica da espécie é Henry Tibbats Stainton, tendo sido descrita no ano de 1869.
Trata-se de uma espécie presente no território português.